# Listropsylla agrippinae
Listropsylla agrippinae är en loppart som först beskrevs av Rothschild 1904.  Listropsylla agrippinae ingår i släktet Listropsylla och familjen mullvadsloppor. Inga underarter finns listade i Catalogue of Life.